# Melcha varipes
Melcha varipes är en stekelart som beskrevs av Cameron 1902. Melcha varipes ingår i släktet Melcha och familjen brokparasitsteklar. Inga underarter finns listade i Catalogue of Life.